# Jean Neuberth
Jean Neuberth (Parigi, novembre 1915 – Chantilly, 16 marzo 1996) è stato un pittore francese astratto.

## Biografia
L'istruzione di sua madre, professoressa di francese all'Istituto universitario Lakanal e clavicembalista eccellente, e di suo padre, primo violino dei Concerts Colonne, solista di viola alta, spiega il suo primo orientamento per la musica, e per il jazz in particolare. 
Un incontro con il pittore astratto Henri-Jean Closon, gli fece scoprire la pittura. Lo rivide nel 1941, quindi decise, a partire dal 1942, di dedicarsi interamente alla pittura. Nel corso degli anni settanta, lasciò la tempera per orientarsi verso il disegno, i collages. Nonostante molti problemi di salute, fra i quali un'emiplegia, non abbandonò l'espressione artistica, fino alla morte, avvenuta nel 1996. Fu qualificato come uno dei rappresentanti più attivi dell'Astrazione lirica (Abstraction lyrique) da parte di Pierre Carmes nel maggio 1993.
Nel 2002, dal 13 aprile al 20 maggio, un'esposizione postuma mostrò una retrospettiva di alcune delle sue opere intitolata Jean Neuberth - tempere e disegni 1959-1992,  presso la galleria Place Neuve a Vers-Pont-du-Gard.

## Le sue esposizioni
- Novembre 1937, galleria L'Equipe.
- 1945, salone dei Surindépendants
- 1946, salone d'autunno
- 1947, galleria Lucienne Léonce Rosenberg, via Gay-Lussac a Parigi.
- 1948, Salone des Réalités Nouvelles
- ottobre e novembre 1949, esposizione Pitture d'Oggi al museo delle Beaux-Arts di Nîmes con Francis Bott e Michel Seuphor
- 1951, esposizione venti anni di pittura astratta a Montpellier
- maggio 1987, esposizione alla galleria Caractères
- 1993, esposizione alla Galeria Sculptures, via Visconti a Parigi, con una retrospettiva delle sue opere

## Esposizione delle sue opere

### Nei musei
- Musée d'Art Moderne de la Ville de Paris:
- Hôtel de Ville (Parigi):

### Illustrazioni di libri
Negli anni 70 illustrò libri per il cerchio dei Bibliophiles a Ginevra, Guide del libro a Losanna, o l'enciclopedia delle musiche sacre (La Bergerie, Parigi), come pure la rivista internazionale di poesia, Caractères.

## La critica
- Dizionario della Peinture Abstraite di Michel Seuphor, edizione 1957: «Riprende i suoi studi con Closon nel 1941... si dedica interamente alla pittura dal 1942... le sue composizioni astratte rilevano in molti modi a volte un arabesco ininterrotto sulla superficie del tessuto come la nostalgia delle vecchie evoluzioni nel cielo..»
- Dizionario Bénézit, edizione 1976: «Avendo fatto la conoscenza di Closon, uno dei primi pittori astratti francesi, quest'ultimo lo iniziera alla pittura.»
- Opinione di critiche d'arte